# روبرت إس. تاكر
روبرت إس. تاكر (بالإنجليزية: Robert S. Tucker)‏ هو شخصية أعمال أمريكي، ولد في 16 مارس 1970 في نيويورك في الولايات المتحدة.